# Llista d'estats sobirans del 1921

## Estats sobirans

### A
- Afganistan – Emirat de l'Afganistan
- Albània – Albània
- Alemanya – Imperi Alemany
- Andorra – Principat d'Andorra
- Argentina – República de l'Argentina
- Asir – Emirat d'Asir
- Austràlia – Commonwealth d'Austràlia
- Àustria – República d'Àustria

### B
- Bèlgica – Regne de Bèlgica
- Bolívia – República de Bolívia
- Brasil – República dels Estats Units del Brasil
- Bulgària – Regne de Bulgària

### C
- Canadà – Domini del Canadà
- Colòmbia – República de Colòmbia
- Costa Rica – República de Costa Rica
- Cuba – República de Cuba

### D
- Danzig – Ciutat Lliure de Danzig[1][2][3][4]
- Dinamarca – Regne de Dinamarca
- República Dominicana

### E
- Equador – República de l'Equador
- Espanya – Regne d'Espanya
- Estats Units – Estats Units d'Amèrica
- Estònia - República d'Estònia
- Etiòpia – Imperi d'Etiòpia

### F
- Finlàndia – República de Finlàndia
- Fiume – Estat Lliure de Fiume[5][6][4]
- França – República Francesa[7]

### G
- Geòrgia – República Democràtica de Geòrgia (fins a l'11 de febrer)
- Grècia – Regne de Grècia
- Guatemala – República de Guatemala

### H
- Haití – República d'Haití
- Hijaz – Regne de Hijaz
- Hondures – República d'Hondures
- Hongria – Regne d'Hongria

### I
- Iemen – Regne Mutawakkilita del Iemen[8]
- Islàndia – Regne d'Islàndia[9][10]
- Itàlia – Regne d'Itàlia

### J
- Japó – Imperi del Japó[11]

### L
- Letònia - República de Letònia
- Libèria – República de Libèria
- Liechtenstein – Principat de Liechtenstein
- Lituània – República de Lituània[12]
- Luxemburg – Gran Ducat de Luxemburg

### M
- Mèxic – Estats Units Mexicans
- Mònaco – Principat de Mònaco
- Mongòlia – Mongòlia (des de l'11 de juliol)[13]

### N
- Nejd – Sultanat de Nejd (des del 22 d'agost)
- Nicaragua – República de Nicaragua
- Noruega – Regne de Noruega
- Nova Zelanda - Domini de Nova Zelanda

### O
- Imperi Otomà[14]

### P
- Països Baixos – Regne dels Països Baixos
- Panamà – República del Panamà
- Paraguai – República del Paraguai
- Pèrsia – Imperi Persa
- Perú – República Peruana
- Polònia – República de Polònia
- Portugal – República Portuguesa

### R
- Regne Unit – Regne Unit de la Gran Bretanya i Irlanda
- Romania – Regne de Romania
- Rússia – República Socialista Soviètica Federal Russa

### S
- El Salvador – República del Salvador
- San Marino – Sereníssima República de San Marino[15]
- Regne dels Serbis, Croats i Eslovens
- - Regne de Siam
- Sud-àfrica – Unió de Sud-àfrica
- Suècia – Regne de Suècia
- Suïssa – Confederació suïssa

### T
- – República Popular de Tannu Tuva (des del 14 d'agost)
- Terranova – Domini de Terranova
- Txecoslovàquia – República Txecoslovaca

### U
- Uruguai – República Oriental de l'Uruguai

### V
- Veneçuela – Estats Units de Veneçuela[16]

### X
- Xile – República de Xile
- República de la Xina

## Estats que proclamen la sobirania
- Abkhàzia – República Socialista Soviètica d'Abkhàzia (des del 31 de març)
- Armènia – República Socialista Soviètica d'Armènia
- Azerbaidjan – República Socialista Soviètica de l'Azerbaidjan
- Baranya-Baja – República Serbohongaresa de Baranya-Baja (del 14 d'agost al 25 d'agost)
- Belarús – República Socialista Soviètica Belarussa
- Lituània Central – República de la Lituània Central[12][17]
- República de l'Extrem Orient – República de l'Extrem Orient
- Georgian SSR – República Socialista Soviètica de Geòrgia (des de l'11 de febrer)
- Gilan – República Socialista Soviètica Persa (fins al setembre)
- Irlanda – República Irlandesa
- Lajtabánság – Banat de Leitha (del 4 d'octubre al 5 de novembre)
- Mirdita – República de Mirdita (del 17 de juliol al 20 de novembre)
- Rif – República Confederal de les Tribus del Rif (des del 18 de setembre)
- Tibet – Tibet
- Ucraïna – República Socialista Soviètica Ucraïnesa